# Polen-Rundfahrt 2015
Die 72. Polen-Rundfahrt wurde vom 2. bis 8. August 2015 in sieben Etappen ausgetragen und führte über eine Gesamtdistanz von 1076 km von Warschau nach Krakau. Das Rad-Etappenrennen war Teil der UCI WorldTour 2015.
Jon Izaguirre konnte zwar keine Etappe gewinnen, setzte sich aber nach einem 14-Sekunden-Rückstand auf den Führenden Sergio Henao vor dem Zeitfahren am Ende durch. Mit nur zwei Sekunden Vorsprung auf den Zweitplatzierten Bart De Clercq konnte er sich diesmal den Sieg holen, nachdem er 2013 und 2014 jeweils Zweiter wurde.

## Teilnehmende Teams
Es traten die 17 UCI WorldTeams, das polnische UCI Professional Continental Team CCC Sprandi Polkowice und eine polnische Nationalauswahl an.
| AG2R La Mondiale Astana Pro Team BMC Racing Team Etixx-Quick Step FDJ IAM Cycling Team Katusha | Lampre-Merida Lotto Soudal Movistar Team Orica GreenEdge Team Cannondale-Garmin Team Giant-Alpecin | Team Sky Team Lotto NL-Jumbo Tinkoff-Saxo Trek Factory Racing CCC Sprandi Polkowice Team Polen |

## Etappen
| Etappe    | Tag       | Start–Ziel                                     | km    | Etappensieger            | Gesamtwertung         |
| --------- | --------- | ---------------------------------------------- | ----- | ------------------------ | --------------------- |
| 1. Etappe | 2. August | Warschau                                       | 122,0 | Marcel Kittel (TGA)      | Marcel Kittel (TGA)   |
| 2. Etappe | 3. August | Częstochowa (Tschenstochau) – Dąbrowa Górnicza | 146,0 | Matteo Pelucchi (IAM)    | Marcel Kittel (TGA)   |
| 3. Etappe | 4. August | Zawiercie – Katowice                           | 166,0 | Matteo Pelucchi (IAM)    | Marcel Kittel (TGA)   |
| 4. Etappe | 5. August | Jaworzno – Nowy Sącz                           | 220,0 | Maciej Bodnar (TCS)      | Kamil Zieliński (POL) |
| 5. Etappe | 6. August | Nowy Sącz – Zakopane                           | 223,0 | Bart De Clercq (LTS)     | Bart De Clercq (LTS)  |
| 6. Etappe | 7. August | Bukovina Terma Hotel Spa – Bukowina Tatrzańska | 174,0 | Sergio Henao (SKY)       | Sergio Henao (SKY)    |
| 7. Etappe | 8. August | Krakau (EZF)                                   | 025,0 | Marcin Białobłocki (POL) | Jon Izaguirre (MOV)   |

## Wertungen im Rennverlauf
| Etappe | Gesamt                | Punkte              | Berg                  | Zwischensprints            | Team                |
| ------ | --------------------- | ------------------- | --------------------- | -------------------------- | ------------------- |
| 1.     | Marcel Kittel (TGA)   | Marcel Kittel (TGA) | Adrian Kurek (CCC)    | Matej Mohorič (TCG)        | Team Lotto NL-Jumbo |
| 2.     | Marcel Kittel (TGA)   | Marcel Kittel (TGA) | Adrian Kurek (CCC)    | Kamil Gradek (POL) 1       | Team Lotto NL-Jumbo |
| 3.     | Marcel Kittel (TGA)   | Marcel Kittel (TGA) | Adrian Kurek (CCC)    | Marcin Białobłocki (POL) 2 | Team Lotto NL-Jumbo |
| 4.     | Kamil Zieliński (POL) | Marcel Kittel (TGA) | Kamil Zieliński (POL) | Kamil Gradek (POL) 2       | Tinkoff-Saxo        |
| 5.     | Bart De Clercq (LTS)  | Marcel Kittel (TGA) | Grega Bole (CCC)      | Kamil Gradek (POL) 2       | BMC Racing Team     |
| 6.     | Sergio Henao (SKY)    | Marcel Kittel (TGA) | Maciej Paterski (CCC) | Kamil Gradek (POL) 2       | Lotto Soudal        |
| 7.     | Jon Izaguirre (MOV)   | Marcel Kittel (TGA) | Maciej Paterski (CCC) | Kamil Gradek (POL) 2       | Lotto Soudal        |